# Klevegadden
Der Klevegadden (norwegisch) ist ein 2755 m hoher Berg in Form eines steilen Felsvorsprungs im ostantarktischen Königin-Maud-Land. In den Filchnerbergen der Orvinfjella ragt er auf der Südostseite der Klevekåpa auf.
Wissenschaftler des Norwegischen Polarinstituts benannten ihn 1962. Der weitere Benennungshintergrund ist nicht überliefert.